# 傷仔
傷仔（1月12日—）是台灣的漫畫家。早期使用溥騏、傷之男等筆名。星座摩羯座。
代表作為《鬥魚DJ》。

## 簡歷
- 曾任動畫原畫構圖師、平面設計師以及學校漫研社指導老師。
- 1990年代 - 曾於《南市青年》刊登教學、企劃性質的極短篇漫畫。
- 2001年 - 以自身擔任DJ經歷繪製長篇漫畫《鬥魚DJ》。
- 2008年 - 以《3on3街籃悍將》獲得國立編譯館優良漫畫獎甲類佳作。

## 作品一覽

### 單行本
- 瘋狂地帶Crazy Zone（長鴻出版社，全3集，筆名溥騏）
- 英雄世紀夏之卷-琴藝與鮮魚湯（尖端出版，合集，筆名傷之男）
- 恐龍活體蛋（時報出版，全1集）
- 鬥魚DJ（尖端出版，全6集）
- 3on3街籃悍將（青文出版社，全7集）

## 外部連結
- 傷仔的工作誌 （页面存档备份，存于）
- 傷仔 （页面存档备份，存于）